# 大喜進
大喜 進（だいき すすむ、1973年7月16日 - 2005年5月16日）は、アメリカ合衆国ハワイ州出身で東関部屋に所属した元大相撲力士。本名はパーシー・ポマイカイ・キパパ（Percy Pomaikai Kipapa）。最高位は西十両10枚目（1995年11月場所、1996年3月場所）。192cm、221kg。得意技は突き、押し。

## 来歴
高校時代はアメフトやレスリングで活躍した他、野球やバスケットボールも経験した。曙、武蔵丸らの活躍に刺激を受けて来日し、元関脇・高見山の東関部屋に入門した。脇が甘く大味な取り口で三段目でやや苦労したが、恵まれた体を生かした豪快な相撲で上位でも成績を残せるようになり、1995年9月場所に十両昇進を果たした。しかし、深刻なホームシックに陥ったことや部屋での人間関係が上手くいかなかったことなどから、1998年1月場所を最後に24歳の若さで引退した。東関は現役時代の自身のような辛抱ができない大喜に苛立ちを見せ、引き止めることはしなかった。
その後は帰国しハワイで飲食店に勤務していたが、2005年5月16日に金銭トラブルから知人に刺殺された。31歳没。曙は大喜が殺害された事を知って号泣し、その死を悼んだという。その後、曙はリングコスチュームに、しばらくの間「大喜」と大喜の四股名を入れていた（曙の腕には大喜の生まれた日と亡くなった日が入っている）。

## 主な成績
- 生涯成績：153勝119敗19休  勝率.563
- 十両成績：26勝34敗  勝率.433
- 現役在位：38場所
- 十両在位：4場所
- 各段優勝
  - 幕下優勝：2回（1995年7月場所、1997年1月場所）

### 場所別成績
| | 一月場所 初場所（東京）   | 三月場所 春場所（大阪） | 五月場所 夏場所（東京） | 七月場所 名古屋場所（愛知） | 九月場所 秋場所（東京） | 十一月場所 九州場所（福岡） |
| --- | ------------------------- | ----------------------- | ----------------------- | --------------------------- | ----------------------- | --------------------------- |
| 1991年 （平成3年） | x                         | x                       | x                       | x                           | x                       | （前相撲）                  |
| 1992年 （平成4年） | 西序ノ口32枚目 5–2        | 東序二段104枚目 5–2     | 西序二段58枚目 4–3      | 西序二段32枚目 4–3          | 西序二段8枚目 5–2       | 東三段目75枚目 3–4          |
| 1993年 （平成5年） | 東三段目92枚目 4–3        | 東三段目72枚目 4–3      | 西三段目52枚目 5–2      | 西三段目20枚目 2–5          | 西三段目47枚目 4–3      | 東三段目36枚目 4–3          |
| 1994年 （平成6年） | 西三段目23枚目 4–3        | 西三段目10枚目 5–2      | 東幕下47枚目 2–5        | 東三段目12枚目 4–3          | 東幕下60枚目 4–3        | 東幕下48枚目 3–4            |
| 1995年 （平成7年） | 西三段目2枚目 5–2         | 東幕下41枚目 6–1        | 東幕下19枚目 5–2        | 西幕下8枚目 優勝 7–0        | 東十両13枚目 8–7        | 西十両10枚目 7–8            |
| 1996年 （平成8年） | 西十両11枚目 8–7          | 西十両10枚目 3–12       | 西幕下5枚目 5–2         | 西幕下筆頭 2–5              | 東幕下15枚目 5–2        | 西幕下8枚目 0–2–5           |
| 1997年 （平成9年） | 西幕下43枚目 優勝 7–0     | 西幕下3枚目 3–4         | 東幕下7枚目 3–4         | 西幕下13枚目 2–5            | 西幕下28枚目 休場 0–0–7 | 東三段目8枚目 休場 0–0–7    |
| 1998年 （平成10年） | 東三段目68枚目 引退 6–1–0 | x                       | x                       | x                           | x                       | x                           |
| 各欄の数字は、「勝ち-負け-休場」を示す。 優勝 引退 休場 十両 幕下 三賞：敢=敢闘賞、殊=殊勲賞、技=技能賞 その他：★=金星 番付階級：幕内 - 十両 - 幕下 - 三段目 - 序二段 - 序ノ口 幕内序列：横綱 - 大関 - 関脇 - 小結 - 前頭（「#数字」は各位内の序列） |                           |                         |                         |                             |                         |                             |

## 改名歴
- 若大成 進（わかたいせい すすむ）1991年11月場所-1993年5月場所
- 大喜 進（だいき -）1993年7月場所-1998年1月場所